# Galina Andreïeva
Pour les articles homonymes, voir Andreïeva.
Galina Petrovna Andreïeva (en russe : Галина Петровна Андреева), née le 5 juillet 1933 à Moscou et morte le 15 mai 2016 à Moscou, est une poétesse russe et soviétique. 

## Biographie
Galina Andreïevna est diplômée de l'institut pédagogique des langues étrangères (1957) et de la faculté de journalisme de l'université d'État de Moscou (1967). Elle a travaillé comme hôtesse de l'air,, traductrice, et rédactrice en chef.
Au milieu des années 1950, elle faisait partie du groupe des Poètes de la mansarde qui se réunissait dans son appartement.
Inhumée au cimetière Khovanskoïe.

## Œuvre
Elle publie ses premiers poèmes en 1993. Ils se caractérisent par un lyrisme amoureux et descriptif, discret et intime.
Un recueil est publié à Moscou en 2006.
Elle a traduit des poètes anglais, français, canadiens, latino-américains et géorgiens.